# Motor Trend
Motor Trend est un magazine américain spécialisé dans l'automobile. Il est d'abord apparu en septembre 1949, publié par la Petersen Publishing Company à Los Angeles. De nos jours, il est publié par Source Interlink et compte plus d'un million de lecteurs chaque mois.
C'est un des plus anciens magazines automobile encore publié.